# 白容裔

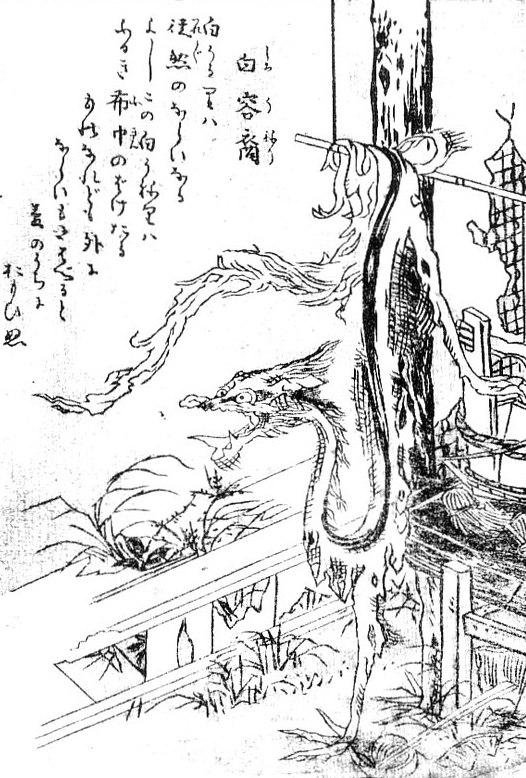
鳥山石燕《百器徒然袋》，「白容裔」

白溶裔、 白容裔（白うねり，しろうねり）是鳥山石燕的妖怪畫集『百器徒然袋』中出現的日本妖怪，其為付喪神的一種。 
其姿態為破布條幻化為龍的樣子，解說的文字說明其為長期使用的布巾幻化而成的妖怪。其名應該是來自吉田兼好的『徒然草』中登場的人物「しろうるり」。 
近來的妖怪研究書籍則認為其為長期使用的雑巾變化的妖怪，會用噁心的黏液纏住人，並放出惡臭，讓人氣絕身亡。 這個說法出自小説家山田野理夫的著書『東北怪談的旅』中關於古雑巾的怪談「古雑巾的複仇」。 同本書裡寫道：岩手縣的藩士將女僕殺害後逃走，家裡的古雑巾變換為女僕的臉的樣子飛出，覆蓋在藩士的臉上，讓其窒息而死。 

## 腳註
1. 1 2 3  村上健司編著. . 毎日新聞社. 2000: 193頁. ISBN 978-4-620-31428-0.
2. ↑  草野巧・戸部民夫. . 新紀元社. 1994: 129頁. ISBN 978-4-88317-240-5.
3. ↑  水木しげる. . 講談社+α文庫. 講談社. 1994: 240頁. ISBN 978-4-06-256049-8.
4. ↑  山田野理夫. . 自由國民社. 1974: 185頁.